# Moran Atias
Moran Atias (in ebraico: מורן אטיאס; Haifa, 9 aprile 1981) è un'attrice, modella e conduttrice televisiva israeliana naturalizzata statunitense.

## Biografia
Nasce ad Haifa, in Israele, il 9 aprile del 1981 da genitori ebrei marocchini. Come modella è stata scoperta a 12 anni. Ha fatto delle foto e qualche sfilata locale. Il debutto televisivo di Moran risale al 1996 nel programma israeliano per ragazzi Out of Focus. Sua sorella minore è l'attrice Shani Atias, di dieci anni più giovane.
All'età di 17 anni si trasferisce in Germania dove rimane per sette mesi, iniziando la carriera di modella internazionale. Dopo aver partecipato ai concorsi Miss Globe International e Top Model of the World, che ha vinto, giunge in Italia dove, rappresentata dall'agenzia The Fashion Model Management di Milano, sfila subito per Gianni Versace, Roberto Cavalli, D&G, BBG jeweleries, Verde Veronica, John Richmond e altri - posa per alcune cover di giornali di moda e femminili, e partecipa a diversi programmi televisivi come valletta: Carramba che fortuna (2000), in onda su Rai Uno, Superconvenscion (2000-2001), in onda su Rai 2, Italiani (2001), in onda su Canale 5, Matricole & Meteore (2003), in onda su Italia 1, I raccomandati (2003-2004), in onda su Rai Uno e il Natalino Balasso Show su Italia 1 nel 2004. Come presentatrice ha invece condotto in televisione la versione israeliana di Affari tuoi e in radio Shaker su RTL 102.5.
Nella sua carriera cinematografica ha avuto parti in film americani, israeliani e italiani: tra questi ultimi, Gas (2005) di Luciano Melchionna, Le rose del deserto (2006) di Mario Monicelli, La terza madre (2007) di Dario Argento e Oggi sposi (2009) di Luca Lucini.
Tra il 2008 e il 2009 appare nella serie televisiva americana Crash, e nello stesso anno in quella italiana nella miniserie tv Il bene e il male.
Compare anche in una puntata della sesta stagione di CSI: NY dal titolo "Suicidio Apparente" e nella 21 puntata della nona stagione di CSI: Miami.
Nel 2013 figura nel cast di Third Person del regista Paul Haggis, nel ruolo di Monika, una rom albanese.
All'Expo 2015 era presente al padiglione di Israele in qualità di testimonial interagendo virtualmente con i visitatori.
Parla perfettamente ebraico, inglese, italiano e spagnolo. Nel febbraio 2017 ha ottenuto la cittadinanza statunitense.

## Filmografia

### Cinema
- Gas, regia di Luciano Melchionna (2005)
- Yamim Shel Ahava, regia di Menahem Golan (2005)
- Le rose del deserto, regia di Mario Monicelli (2006)
- La terza madre, regia di Dario Argento (2007)
- Zohan - Tutte le donne vengono al pettine, regia di Dennis Dugan (2008) - non accreditata
- Land of the Lost, regia di Brad Silberling (2009)
- Oggi sposi, regia di Luca Lucini (2009)
- Kavod (Honor), regia di Haim Bouzaglo (2010)
- The Next Three Days, regia di Paul Haggis (2010)
- Crazy Eyes, regia di Adam Sherman (2012)
- Third Person, regia di Paul Haggis (2013)
- A Stand Up Guy regia di Mike Young (2016)

### Televisione
- Crash - serie TV, 18 episodi (2008-2009)
- Il bene e il male - serie TV, 2 episodi (2009)
- CSI: Miami - serie TV, episodio 9x21 (2011)
- Le regole dell'amore (Rules of Engagement) - serie TV, episodio 5x18 (2011)
- White Collar - serie TV, episodio 3x03 (2012)
- Tyrant – serie TV, 32 episodi (2014-2016)
- 24: Legacy – serie TV, 6 episodi (2017)
- The Resident – serie TV, 14 episodi (2018)
- The Village – serie TV, 10 episodi (2019)
- Animal Kingdom – serie TV, 7 episodi (2022)
- Grey's Anatomy – serie TV, episodio 21x15 (2025)

## Doppiatrici italiane
Nelle versioni in lingua italiana dei film da lei interpretati, Moran Atias è stata doppiata da:
- Rossella Acerbo in La terza madre, White Collar
- Domitilla D'Amico in CSI: NY
- Laura Facchin in CSI: Miami
- Laura Romano in The Resident
- Barbara Pitotti in Crash
- Laura Latini in The Next Three Days
- Letizia Ciampa in Animal Kingdom
- Alessia Cacciotti in Grey's Anatomy

## Premi
- 28ième Festival du Film Italien de Villerupt - Miglior attrice per il film Gas
- Festival Sguardo al Femminile - Miglior attrice per il film Gas

## Agenzie
- Women Direct - Milano
- Louisa Models - Monaco di Baviera
- Roberto Model Agency - Israele
- Elite Model Management - Los Angeles
- Most Wanted Models
- TAKE OFF artist management Italia - Roma